# Lőrinci megállóhely
Lőrinci megállóhely egy Heves vármegyei vasúti megállóhely Lőrinci településen, a MÁV üzemeltetésében. A város központja közelében helyezkedik el, közvetlenül a 2133-as út vasúti keresztezése mellett, néhány lépésre onnan, ahol az útba beletorkollik a 24 101-es számú mellékút.

## Vasútvonalak
A megállóhelyet az alábbi vasútvonalak érintik:
- Hatvan–Somoskőújfalu-vasútvonal

## Kapcsolódó állomások
A megállóhelyhez az alábbi állomások vannak a legközelebb:
- Selyp vasútállomás (Hatvan–Somoskőújfalu-vasútvonal)
- Mátravidéki Erőmű vasútállomás (Hatvan–Somoskőújfalu-vasútvonal)

## Forgalom
| Járat        | Útvonal | Gyakoriság   |
| ------------ | --- | ------------ |
| személyvonat | Hatvan – Mátravidéki Erőmű – Lőrinci – Selyp – Apc-Zagyvaszántó – Jobbágyi – Szurdokpüspöki – Pásztó – Mátraszőlős-Hasznos – Tar – Mátraverebély – Nagybátony – Kisterenye – Kisterenye-Bányatelep – Zagyvapálfalva – Salgótarján külső – Salgótarján – Somoskőújfalu | 1-2 óránként |